# صداع ثقب الجافية
صداع ثقب الجافية أو صداع ما بعد ثقب الجافية (بالإنجليزية: Post-dural-puncture headache)‏ هو أحد مضاعفات ثقب غشاء الأم الجافية (أحد الأغشية المحيطة بالمخ والحبل الشوكي). يتميز بكونه صداعاً حاداً يحدث غالباً بعد التخدير النصفي أو عملية بزل السائل النخاعي، وقد يحدث بشكل عرضي أثناء تخدير فوق الجافية. عند حدوث تسرب السائل النخاعي من خلال الثقب الحادث في الأم الجافية قد يترتب عليه انخفاض منسوب السائل حول المخ والنخاع الشوكي وهو ما يسبب الصداع في خلال ساعات أو أيام. يبدأ الصداع خلال يومين من التسرب في نحو 66% من المرضى وفي خلال ثلاثة أيام في نحو 90% من الحالات المرضية، ونادراً ما يبدأ الصداع في الظهور بشكل فوري بعد ثقب الجافية مباشرة.

## الأعراض
صداع في الجزء الأمامي من الرأس، يبدأ بعد فترة تمتد من ساعات حتى أيام من ثقب الجافية، يصاحب عادة بشعور بالغثيان وحدوث تقيؤ، تزداد الأعراض وتصبح أكثر ظهوراً عند الجلوس بشكل عمودي وتتلاشى قليلاً عند الاستلقاء على الظهر.

## الأسباب
عند حدوث تسرب للسائل النخاعي ينخفض مستوى السوائل حول المخ بما يترتب عليه حدوث شد نحو الأسفل في المخ وأوعيته الدموية بالإضافة إلى السحايا وهو ما يسبب الإحساس بالألم.

## عوامل الخطورة
يزداد حدوث تسرب في السائل النخاعي بعد ثقب الجافية في المرضى صغار السن وفي النساء الحوامل، كما يزداد عند استخدام إبر ذات قطر أكبر -عند ثقب الجافية-، ويرتفع معدل الإصابة عند تكرار محاولات الثقب.

## الوقاية
يقلل استخدام الإبر الحديثة وتلك ذات القطر المصغر من إمكانية حدوث الصداع، كما يعد توجيه فتحة الإبرة أثناء مرورها في غشاء الأم الجافية إلى الاتجاه الجانبي أحد عوامل خفض حدوث التسريب.

## العلاج
يلتزم المريض بالراحة السريرية والاستلقاء على الظهر وتجنب الجلوس أو الوقوف،  كما يتم زيادة نسبة إنتاج السائل النخاعي عن طريق زيادة السوائل التي يحصل عليها المريض، يتم استخدام المسكنات مثل مضادات الالتهاب اللاستيرويدية في حالة الصداع البسيط أو الأدوية الناركوتية في حالة الصداع الشديد وذلك تحت اشراف الطبيب المختص. توجد بعض الدراسات التي تؤيد استخدام الكافيين في العلاج بجرعة تتراوح من 300-500 مليغرام وريدياً للشخص البالغ. في الحالات الشديدة يمكن ترقيع الثقب الحادث في غشاء الأم الجافية عن طريق حقن كمية (10-15 مليلتر) من دم المريض في موضع الثقب. تشير بعض الدراسات إلى إمكانية استخدام عقار هايدروكورتيزون في العلاج.